# ヤングガン・カルナバル
『ヤングガン・カルナバル』は、深見真による日本のライトノベル。トクマ・ノベルズEdge（徳間書店）より刊行されている。
2007年にドラマCD化された。派生作品に佐藤夕子の作画による漫画化作品がある。

## ストーリー
企業の陰謀によって両親を惨殺された漫研部員の木暮塵八と、狂気の女傭兵に育てられた女子高生鉄美弓華。
私立光善寺高校に通う普通の高校生として生きている二人は、「ハイブリッド」という組織に所属し、法で裁けない悪党や犯罪組織を狩る「ヤングガン」と呼ばれる存在であった。二人はそれぞれ他の犯罪組織に所属する「ヤングガン」や殺し屋達と戦いながら、日本に渦巻く犯罪組織の陰謀、そして自らが背負った呪われた過去と立ち向かっていく。

## 登場人物
※キャストはドラマCD版

### ハイブリッド
- 犯罪者同士のリスクコントロールを行う組織。主な活動は暗殺。犯罪者への復讐代行も行っている。その戦力は「どこかの国の特殊部隊並み」と評される。

木暮塵八（こぐれ じんぱち）声：保志総一朗
本作の主人公の一人で、ハイブリッドのヤングガン。一見地味で女の子が苦手、ガンアクションの漫画ばかり描いている漫研部員だが、両親を豊平重工の送り込んだ山神鬼一に虐殺され、豊平に復讐を誓ったという過去を持つ。他のヤングガンと比べて格闘などの身体能力には劣るが、狙撃や戦況の判断を得意とし、弓華に引けをとらない実力を持つ。
使用銃器はSOPMOD-M14、SW1911（コルト・ガバメントのコピー）、ガリルMAR等多数。
鉄美弓華（てつよし ゆみか）声：柚木涼香
本作の主人公の一人で、ハイブリッドのヤングガン。父親はロシア人の傭兵。幼いころは女傭兵・鉄美聖火と共に中央アジアの戦場で過ごした。二丁拳銃の使い手で、ヤングガンの中でもトップクラスの格闘技術を持つ。レズビアンで「女性遍歴」が多いが、ほとんど長く続かない。久遠怜 が好きだったが、今はカノコ一筋。女子供は殺さない主義だが、豊平琴刃や母の聖火はいつか自分の手で仕留めてやると宣言している。塵八よりハードな活躍を見せるある意味、並みの男より男らしい性格。
使用銃器はFN Five-seveN、AN-94等多数。
白猫（しろねこ）声：伊藤静
ハイブリッドの女頭領。日本人とチェチェン人のハーフ。強い威厳を持つ指揮官。
石動一登（いするぎ かずと）声：代永翼
新米ヤングガン、中学生。弟をイジメで亡くし、情緒不安定な母親を支えていた。経験不足のため目立った活躍は出来ないが、古流空手の使い手で戦闘センス自体は高い。美少女ゲームが好きなオタクでもある。
後に公魚志保の養子となり、公魚一登（わかさぎ かずと）と改姓。
使用銃器はCIS Ultimax100、ブローニングハイパワー、ミニミ、SIG SG552等。
毒島将成（ぶすじま しょうせい）声：小山力也
元はハイブリッドのヤングガンだったが組織を裏切り、ハイブリッド本社の地下に幽閉されていた男。近距離戦の達人で、相手の「間合いを盗む」という特殊な技能の持ち主。サディスティックで残虐な殺しを好む一方で、困っている人々などに人並み以上の優しさを見せる一面を持つ。
カランビットという戦闘用ナイフや、STG44のような旧式の銃火器を好んで使う。
椿虚（つばき うつろ）声：杉山紀彰
元ヤングガンで、ハイブリッドの幹部。ありとあらゆる戦闘行為に通じており、仕事中に山神から命を助けた塵八とは師弟として強い信頼が築かれている。寡黙で生真面目な性格だが、時々クサい発言をする。毒島とは彼の「裏切り」以来、対立関係にあった。オズワルド・スロボによって致命傷を負い、死亡。
スライドと撃鉄がダマスカス鋼になったパラ・オーディナンスP14・45口径拳銃を使う。
真田ソニア（さなだ - ）声:山川琴美
元ヤングガンで、ハイブリッドの幹部。ブラジル系のハーフで、ヤングガンになる前はイジメに遭っていた。各種スポーツに優れ、狙撃の能力に秀でる。メキシコのカルナバルで死亡。
各種のスナイパーライフルを操るが、アンチマテリアル・ライフルを使用する場合が多い。
増田京治（ますだ きょうじ）声:平田広明
元傭兵で、ハイブリッドの後方支援担当。ハッキングと銃器の専門家。香港映画専門のDVDショップを経営し、メスのアビシニアン・レッド（猫）「詠春」と共に生活していたが、凶弾に倒れる。
ダニエラ・タルレフ
人身売買の商品だったが、間一髪で塵八に救われたモルドバ人少女。現在は四谷塁のもとでハッキングの修行中。
白鷺桃子（しらさぎ とうこ）
ハイブリッド大阪支部のヤングガン。克美と幼馴染。小柄で格闘技の名手。グロック18の二挺拳銃を主としている。
不破克美（ふわ かつみ）
ハイブリッド大阪支部のヤングガン。桃子と幼馴染。長身の少女。ショットガンを主な武装としている。
田場亜里沙（たば ありさ）声：後藤邑子
グルカ兵に育てられたヤングガンの少女。ネパール人。ある事件で鉄美聖火に両親を虐殺され、自らも陵辱を受ける。山神の弟子として活躍し、弓華の命を狙っていたが、現在はハイブリッドの助っ人。グルカ特有のククリナイフを使い、銃撃戦の際にはL85A2アサルトライフルを愛用している。
四谷塁（よつや るい）
元ヤングガン。ハッキングや銃器カスタムの専門家で、物語初期にはフリーの情報屋をしていた。ボクシングのプロライセンスを持つ。光善寺高校に通う塵八と由美子の先輩だが、ある理由で愛する者を殺した事をきっかけにヤングガンを辞めた。
公魚志保（わかさぎ しほ）
白猫の秘書。元軍人。スキンヘッドの大柄な美女。白猫の肉体的パートナーでもある。

### 鳳凰連合
- 超大規模な暴力団。私設特殊部隊「金城組」など、高い軍事力を保持する。

志摩麗佳（しま れいか）
鳳凰連合の4代目頭領。その眼光の苛烈さから「メデューサ」の異名を持つ。比類なき凶暴さを持つその正体は女傭兵・鉄美聖火。
竜造寺淳（りゅうぞうじ あつし）
鳳凰連合の若頭。元暴走族で、日本刀の使い手。
山神鬼一（やまがみ きいち）
塵八の両親を殺害した殺し屋、現在は鳳凰連合の若頭補佐。過去の辛い境遇のせいによって常に笑顔を作っている。韓国製の銃器を好んで使う。
鷹王（たかおう）
鳳凰連合のヤングガン。中国出身で、鷹爪手を使う。本名は王鷹行。
ギャウザル
麗佳の息子。アラブ人とのハーフで浅黒い肌が特徴。母親と同様の凶暴さを持つ。ギャウザルとは「竜の頭と尾」という意。
弓華と同じFN Five-seveNを使う。
吉岡零紀(よしおか れいき)
ギャウザルのお目付け役。スティーヴン・ドーフ似の色男。
金城多門（きんじょう たもん）
ロシアや北朝鮮で訓練を受けた鳳凰連合の私設特殊部隊「金城組」の組長。
ノ・ハンテ
鳳凰連合に協力する韓国ヤクザ。韓国ムエタイとプロフェッショナルテコンドーの元世界チャンピオン。
リー・ゴンヒョン
鳳凰連合に協力する韓国ヤクザ。韓国相撲（シルム）の元力士。身長2.17m、体重240kgの巨漢。
丹下遼平(たんげ りょうへい)、楠木昭二(くすのき しょうじ)、ザマン・ラシード、イサーム・アビド
鳳凰連合が保有する殺し屋。丹下は新左翼の活動家崩れで火炎放射器を使い、楠木は人肉食を好む殺人鬼でチェーンソーを使う。
ラシードとアビドはイラク共和国防衛隊出身で、ラシードがスタンバトン、アビドがランチャーを装着した義足を愛用している。

### 豊平重工
- 超巨大企業。軍需産業にも関わっており、PMCや私設軍隊を保有している。

豊平琴刃（とよひら ことは）声：平田宏美
豊平重工会長、豊平空継の娘である金色の瞳を持つ少女。しかし幼少期は豊平が経営する殺人遊技場「ドッグハウス」で過ごし、数々の残虐なイベントを通じて弓華や毒島をも上回る戦闘能力と、「人間の殺意を読み取る」能力を体得している。自分以外の人間に尊大に振舞う一方で、あるきっかけで出会った塵八に強い興味を持っている。
塵八と同じガバメントのコピー（SIG製のGSR）や、ステアーAUGで武装することもあるが、最大の脅威となるのは「殺意を読み取る」能力に基づく格闘能力であり、弓華ですらまともに太刀打ちができないほどの実力を発揮する。
豊平空継（とよひら あきつぐ）
豊平重工会長。経営だけでなく格闘技、射撃にも高い能力をもつ。
日向流毅（ひゅうが るき）声：高城元気
琴刃のボディガード（生きた盾）で、奴隷もしくはペット扱い。豊平が経営する孤児院の出身。風樹とはとても仲が悪い。
オズワルド・スロボ（通称、レインメーカー）
豊平重工が秘密裏に経営するPMC「ワールド・スタビリティ・アンド・メンテナンス社」(WSM)の隊長。ズールー族系の黒人で、アパルトヘイト政権下の南アフリカ遊撃偵察隊出身。ジャンプで二階に登る、凶悪な破壊力を持つツェリザカを使いこなすなどの驚異的な身体能力を持っている。通称の由来は「血の雨を降らす」ことから。
サラ・ラテベ
WSMの副隊長。南アフリカ国防軍出身で、貧しい家庭で育った女兵士。
那賀風樹（なが ふうき）声：泰勇気
元ハイブリッドの凶悪なヤングガン。山神の弟子を経て琴刃の私兵になる。過去、両親から激しい虐待を受けてから自他の痛みに無頓着な人間となっていて、無関係の市民を虐殺することを屁とも思わない凶暴な性格。不良風のファッションを好み、文化系の塵八とは対極の存在。
Heckler & Koch UMP、AMTハードボーラーといった銃器やデトネーション・コード（紐状の爆薬）の両端に錘を付けてボーラにした「デトネーティング・ボーラ」という凶器を使う。
牙崎文也（きばさき ふみや）
自衛隊崩れの殺し屋。元西部方面普通科連隊所属。甘い缶コーヒーが好き。
パク・チョルジュ
豊平の私設部隊のリーダー。元特殊戦司令部出身。
シン・ハンヨン、郷田（ごうだ）、絢藤(あやふじ)
カルナバルの参加者。シン・ハンヨンは韓国の特殊部隊出身で、郷田は破壊工作、絢藤は運転を担当。

### 防衛庁
物部玖城（もののべ くじょう）
防衛庁長官。「独眼竜」とあだ名される。現代のシビリアン・コントロールを覆そうとする危険人物。アニメ好き。
辻武彦（つじ たけひこ）
元警視庁公安部のフィクサー。物部玖城とは親友。
夜須弘尚志（やすひろ まさし）
極秘の特殊部隊「S小隊」の隊長である一等陸佐。心拍を使いこなし、通常より俊敏な動きを得意とする。
麹町（こうじまち）
「S小隊」副官。格闘術のエキスパート。
桐生院（きりゅういん）
「S小隊」第一分隊長。屈強な体格で、機関銃を使いこなす。
ジェイク岸（-　きし）
「S小隊」第二分隊長。ナイフ格闘の専門家。
高杉（たかすぎ）
「S小隊」狙撃分隊長。サディスティックなスナイパー。
高尾錠輔（たかお じょうすけ）
一登の父親。極秘の特殊部隊「新沼分隊」に所属し、豊平の新製品をテストする任務に就いていたが、新製品には欠陥があった挙句最終的に見捨てられ、仲間の半数を失う。その後生き残った仲間とともに豊平重工へ復讐するために爆破テロを計画するが、そのあまりの過激さ故ハイブリッドと戦うことになる。塵八達の活躍によって高尾以外の「新沼分隊」は全滅するが、その後も豊平重工を追う為、現在潜伏中。銃剣（バヨネット）戦闘の達人。
新沼歩瀬（にいぬま ほせ）
新沼分隊の隊長。絶対音感と強い聴力を持つサイレント・キリングの名手であり、音も無く相手の背後に立ち、撃つ能力を持つ。まったく銃声のしない特殊拳銃（ロシア製のPSSサイレンサー・ピストル）を使う。
金田一正敏（きんだいち まさとし）
空挺出身でラペリングの達人。把握機能付きのフックを装備したロープで、高層ビルの壁面を自在に移動する。
甲賀滋（こうが しげる）
右目が義眼。自衛隊徒手格闘術の達人。
松永利秋（まつなが としあき）
重火器支援担当の大男。かつて爆弾の破片で頭部を負傷したことにより吃音がある。
薬師寺亮（やくしじ りょう）
爆弾設置と処理の専門家。

### 警察
ツキジマ
警視庁公安部外事三課に所属する刑事。息子を豊平重工に殺された。
柴田燐（しばた りん）
千葉県捜査一課の女性警部補。ツキジマと行動を共にする（させられる）。

### ヴェルシーナ
- ロシアン・マフィア。武器・麻薬の密売を行っている。

ラスコーリニキ
ヴェルシーナのヤングガン。日本人とロシア人の混血の四人兄弟。兄弟の絆は深い。
コードネームの由来は、ロシア正教会における分離派（Raskolnik）。
リンキン・パークやマリリン・マンソンのようなサウンドを出すロックバンドでもある。
- アナトリ（ギター）：長男。日本名は軍司（ぐんじ）。コマンドサンボの達人。残酷なことは苦手。AN94アサルトライフルを使用。
- グレゴリー（ドラム）：次男。日本名は兵馬（へいば）。空手と柔道の有段者でモスクワ国立大学在籍中。ナイフ戦の達人。
- コンスタンティン（キーボード）：三男。日本名は闘冶（とうや）。プロのキックボクサー。AKS74Uカービンを使用。
- タチアナ（ボーカル）：末っ子で長女。日本名は戦奈（せんな）。ロシアの軍隊格闘術システマの達人。

アレクサンドル・ザイツェフ
元ロシア連邦保安庁特殊部隊のスナイパー。かつて毒島に気に入られ、右の人差し指を切断されてから毒島への復讐心に燃えている。
ヴァレリ・コヴァルスキ
元内務省特殊部隊「オモン」出身。ロシア製のグラッチ・ピストルで武装する。

### 紅旗幇（ホンチーパン）
- 福建省黒社会。人身売買や違法ドラッグ「黒い揺頭」の密売に手を染めている。

王染（ウォンラン）
白髪白髭の老人。八極拳の使い手で、素手による殺人の達人。山神鬼一の師匠。
王卓(ウーチェク)
カルナバルの参加者。射撃を担当。人民武装警察出身。
趙迅(チャオシュン)
カルナバルの参加者。中国人民解放軍の北京軍区レンジャー出身。ナイフ使い

### キングダム
- 全世界の犯罪組織が共同で運営するリスクコントロール組織。「カルナバル」を主催し、裏社会の均衡を保つ。

ヤン・ドラクロワ
「カルナバル」のスタッフの一人。アフリカ系フランス人。

### ヤングガンに関わる人々
根津由美子（ねづ ゆみこ）声：能登麻美子
漫研所属。高校生ながらもプロの漫画家としてデビューしている。塵八とは隠れた両想い。
根津香埜子（ねづ かのこ）声：松来未祐
由美子の妹。弓華のクラスメイトでクラス委員長。不真面目な弓華に絡んでいたが、現在は行き違いによって恋仲に。既に弓華を想って、何があっても彼女の側にいたい。かなりタフな精神を持つ。
久遠伶（くどう れい）声：堀越知恵
弓華の想い人。塵八のクラスメイト、父親が鳳凰連合らと結託するロシアン・マフィア「ヴェルシーナ」を追っていたため、その名残で鳳凰連合やヴェルシーナに命を狙われている。
前田紫良（まえだ しら）
父親がジャーナリストであり、鳳凰連合を取材していたため、報復として鳳凰連合のヤクザに輪姦され、母親を殺された少女。仕事で護衛していた塵八と短い恋に落ちるが、射殺される。
但馬晶子（たじま あきこ）
前田紫良と同じ学校に通う女子高生。体育教師をしている毒島に恋する少女。
平等院将一（びょうどういん しょういち）声：羽多野渉
漫研の会長。とんでもない奇人でほとんど学校には通っていない、学業やスポーツだけでなくプロレベルの漫画の才能を持つ。実は広域暴力団・飛竜会会長の息子で、武闘派である平等院組の組長。ヤングガンに匹敵する戦闘能力を持つ。SIG SAUER P226の中国製コピー「NC226」と日本刀を使う。
犬噛元樹(いぬがみ もとき)
平等院の側近のひとり。総合格闘家のチャンピオンだが、恋人を暴行殺害した相手を殺して組に入った。
秋山涼花(あきやま りょうか)
平等院の側近のひとり。日本刀使いで、妹が暴行されて以降、組に入るまで性犯罪者を無差別に殺していた。
チェ・ミナ
韓国警察の諜報員。普段は光善寺高校の教師として活動。妹のユナも警察官。
ユン・ジュヨン
第707特殊任務大隊出身の諜報員。三浦周烈（みうら しゅうれつ）という偽名でホストクラブの店長をやっている。
鉄美聖火（てつよし せいか）声：勝生真沙子
伝説の女傭兵。弓華に戦闘技術を伝授した。目障りな者は容赦なく殺し、残虐な拷問を好み、男といわず女といわず犯し、挙句の果てに娘である幼い弓華に拷問を強要したこともあるなど異常な部分が多い。

## 既刊一覧

### 新書版
- 深見真（著） / 蕗野冬（イラスト）、徳間書店〈トクマ・ノベルズEdge〉、全12巻
  - 『ヤングガン・カルナバル』2005年6月発行、ISBN 4-19-850671-X
  - 『ヤングガン・カルナバル バウンド・トゥ・バイオレンス』2005年10月発行、ISBN 4-19-850681-7
  - 『ヤングガン・カルナバル 銃と恋人といま生きている実感』2006年2月発行、ISBN 4-19-850694-9
  - 『ヤングガン・カルナバル 天国で迷子』2006年4月発行、ISBN 4-19-850699-X
  - 『ヤングガン・カルナバル ドッグハウス』2006年6月発行、ISBN 4-19-850704-X
  - 『ヤングガン・カルナバル そして少女は消えた』2006年10月発行、ISBN 4-19-850720-1
  - 『ヤングガン・カルナバル 愛しき日々、やがて狩の季節』2006年12月発行、ISBN 4-19-850728-7
  - 『ヤングガン・カルナバル 前夜祭・標的は木暮塵八』2007年4月発行、ISBN 978-4-19-850741-1
  - 『ヤングガン・カルナバル 開催・バンケットの死闘』2007年10月発行、ISBN 978-4-19-850761-9
  - 『ヤングガン・カルナバル 後夜祭・ラストマンスタンディング』2008年4月発行、ISBN 978-4-19-850785-5
  - 『ヤングガン・カルナバル グッドバイ、ヤングガン』2010年10月発行、ISBN 978-4-19-850873-9
  - 『ヤングガン・カルナバル・スペシャル ファイトバック・ホンコン』2009年6月発行、ISBN 978-4-19-850830-2

### 文庫版
- 深見真（著） / 蕗野冬（イラスト）、徳間書店〈徳間文庫〉、全12巻
  - 『ヤングガン・カルナバル1』2011年4月発行、ISBN 978-4-19-893350-0
  - 『ヤングガン・カルナバル2 バウンド・トゥ・バイオレンス』2011年5月発行、ISBN 978-4-19-893365-4
  - 『ヤングガン・カルナバル3 銃と恋人といま生きている実感』2011年6月発行、ISBN 978-4-19-893384-5
  - 『ヤングガン・カルナバル4 天国で迷子』2011年8月発行、ISBN 978-4-19-893400-2
  - 『ヤングガン・カルナバル5 ドッグハウス』2011年10月発行、ISBN 978-4198934514
  - 『ヤングガン・カルナバル6 そして少女は消えた』2011年12月発行、ISBN 978-4198934774
  - 『ヤングガン・カルナバル7 愛しき日々、やがて狩の季節』2012年2月発行、ISBN 978-4-19-893506-1
  - 『ヤングガン・カルナバル8 前夜祭・標的は木暮塵八』2012年6月発行、ISBN 978-4-19-893565-8
  - 『ヤングガン・カルナバル9 開催・バンケットの死闘』2012年9月発行、ISBN 978-4-19-893591-7
  - 『ヤングガン・カルナバル10 後夜祭・ラストマンスタンディング』2012年11月発行、ISBN 978-4-19-893623-5
  - 『ヤングガン・カルナバル11 グッドバイ・ヤングガン』2013年2月発行、ISBN 978-4-19-893662-4
  - 『ヤングガン・カルナバル・スペシャル ファイトバック・ホンコン』2013年4月発行、ISBN 978-4-19-893679-2

## 漫画
佐藤夕子の作画による漫画化作品がウェブコミック誌『FlexComixネクスト』（フレックスコミックス）にて2008年6月から2011年3月まで連載された。
- 深見真（原作） / 佐藤夕子（作画） 『ヤングガン・カルナバル』 フレックスコミックス〈Flex Comix〉、全5巻 
  1. 2008年12月11日発売[2]、ISBN 978-4-7973-5165-1
  2. 2009年5月11日発売[3]、ISBN 978-4-7973-5447-8
  3. 2009年12月12日発売[4]、ISBN 978-4-7973-5755-4
  4. 2010年6月12日発売[5]、ISBN 978-4-7973-6003-5
  5. 2011年3月12日発売[6]、ISBN 978-4-7973-6296-1